# Winston Tubman
Erreur Lua dans Module:Infobox à la ligne 316 : attempt to concatenate a nil value.
Winston A. Tubman, né en 1941, est un diplomate et homme politique libérien d'origine américano-libérienne. Il est un ancien ministre de la Justice et diplomate de la nation, et a également été le porte-drapeau du Congrès pour le changement démocratique (CDC).

## Biographie
Né dans la ville de Pleebo, dans le comté de Maryland, Tubman est le neveu de William V.S. Tubman, le président du Liberia ayant exercé le plus longtemps,. Il est diplômé de la London School of Economics, de l'Université de Cambridge et de l'Université de Harvard.
Membre du barreau, il a fondé son propre cabinet d'avocats en 1968 et a été conseiller juridique du ministère de la Planification et des Affaires économiques pendant l'administration de son oncle. Tubman possède une vaste expérience au sein des Nations Unies. Son premier emploi fut au cabinet juridique en 1973. Il a servi sous Samuel Doe en tant que ministre de la Justice de 1982 à 1983, et il a été représentant permanent du Libéria auprès des Nations Unies (en) pour la période 1979-1981.  Tubman s'est rendu aux États-Unis en 1990 au nom de Doe pour faire pression (en fin de compte sans succès) sur le gouvernement américain pour qu'il intervienne dans la première guerre civile libérienne. Il a plus récemment occupé le poste de représentant du Secrétaire général et de chef du Bureau politique des Nations Unies pour la Somalie de 2002 à 2005.  
Tubman était le candidat du Parti national démocratique du Libéria (en) (NDPL) à l'élection présidentielle du 11 octobre 2005. Il a été battu au premier tour, se classant quatrième avec 9,2 % des voix. 
Le 1er mai 2011, le CDC a choisi Tubman comme candidat à la présidence pour l' élection de 2011 (en), avec George Weah, le candidat arrivé en deuxième position lors de l'élection de 2005, comme colistier.